# Безеїв
Безеїв (Безуїв, пол. Bezejów)  — колишнє село в Україні, у Сокальському районі Львівської області. Знаходилось між Мурованим Цебловом.

## Історія
У часі визвольних змагань загинув 1 стрілець УГА родом з с. Безеїв.
На 1 січня 1939 року в селі мешкало 440 осіб (з них 340 українців-греко-католиків, 60 українців-римокатоликів, 30 польських колоністів міжвоєнного періоду і 10 євреїв). Село входило до ґміни Белз Сокальського повіту Львівського воєводства. Греко-католики належали до парафії Белз Белзького деканату Перемишльської єпархії.
10-11 травня 1946 року більшість українців, які мешкали на території сокальського Закерзоння, було насильно виселено до СРСР, Безеїв був серед цілком знищених сіл і у травні 1946-го спалене польською владою, жителів виселено на Тернопільщину.